# Здание мэрии (Мапуту)

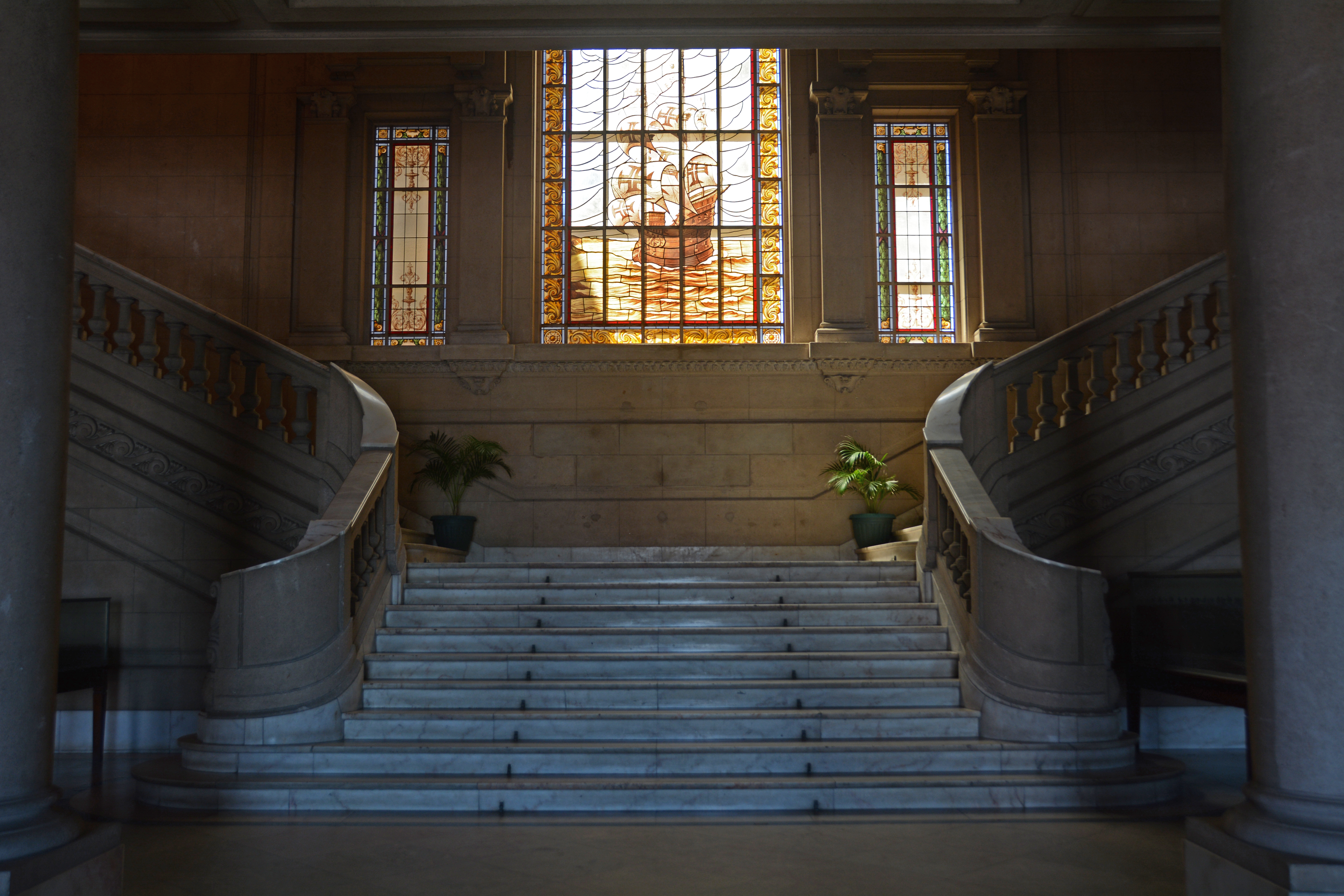
Вестибюль мэрии

Здание мэрии Мапуту (порт. Edifício do Conselho Municipal de Maputo) — резиденция органов власти столицы Мозамбика. Неоклассическое здание расположено близ площади Независимости, было возведено в 1947 году.

## История
Хосе Мария да Сильва Кардозу, мэр Лоренсу-Маркеса, как Мапуту назывался в колониальный период, открыл в 1930-х годах архитектурный конкурс по строительству новой мэрии. Потребность в новой мэрии была вызвана продолжавшимся ростом города. Португало-бразильский архитектор Карлос Сезар душ Сантуш выиграл конкурс в 1938 году. В 1941 году новый мэр Франсишку душ Сантуш Пинту Тейшейра начал строительство нового здания, завершённого в 1947 году.
Сантуш спроектировал здание новой мэрии в форме трапеции, размещённой на холме. Таким образом, мэрия автоматически стала центром авеню Д. Луиса (современного проспекта Саморы Машела), соединяющего площадь Независимости с центром города. Фасад мэрии имеет ширину 65 метров (213 футов) и полностью спроектирован в неоклассическом стиле, следуя архитектурным правилам изящного искусства. Из-за финансовых ограничений городские власти выбрали в качестве строительного материала искусственный камень вместо обработанного природного.
Городское правительство Лоренсу Маркеса (Câmara Municipal de Lourenço Marques) переехало в новое здание в 1947 году. Оно осталось резиденцией городского правительства Мапуту и после обретения Мозамбиком в 1975 году независимости. Городские власти теперь занимают здание, которое на португальском языке называется Conselho Municipal de Maputo.
Здание мэрии Мапуту было добавлено в список культурных памятников Мапуту в 2011 году. Кроме того, оно внесено в базу данных португальского наследия Sistema de Informação para o Património Arquitectónico  (SIPA) под номером 31708.